# Паульсен, Аксель
Аксель Рудольф Паульсен (норв. Axel Rudolf Paulsen; 18 июля 1855, Акер, Акерсхус — 9 февраля 1938, Несодден, Акерсхус) — норвежский фигурист и конькобежец, изобретатель одного из наиболее сложных прыжков в фигурном катании — «акселя». Помимо этого, он стал первым известным норвежским конькобежцем и фигуристом, а также разрабатывал первые современные коньки для конькобежного спорта. Паульсена также считают создателем современного конькобежного стиля, при котором спортсмен преодолевает дистанцию с руками за спиной. В 1976 году он был введён в Зал Славы мирового фигурного катания.

## Биография

### Ранние годы
Аксель Паульсен родился в районе Акер, в настоящее время входящий в состав Осло в семье Йохана Петера Паульсена, который был торговцем и любил кататься на коньках, и Хогине Ольсен. У Акселя были также как и трое братьев и сестёр. Семья тренировалась на озере Эстеншёваннет (норв. Østensjøvannet) с шести утра, но Аксель так полюбил это занятие, что приходил ещё раньше. Хотя отец Акселя делал упор на фигурное катание, сам он с юного возраста больше любил конькобежный спорт. Но уже в 1870 году Аксель стал победителем соревнований клуба Kristiania Skøiteklub как в конькобежном спорте, так и в фигурном катании, после чего он стал лучшим в стране в этих видах спорта.

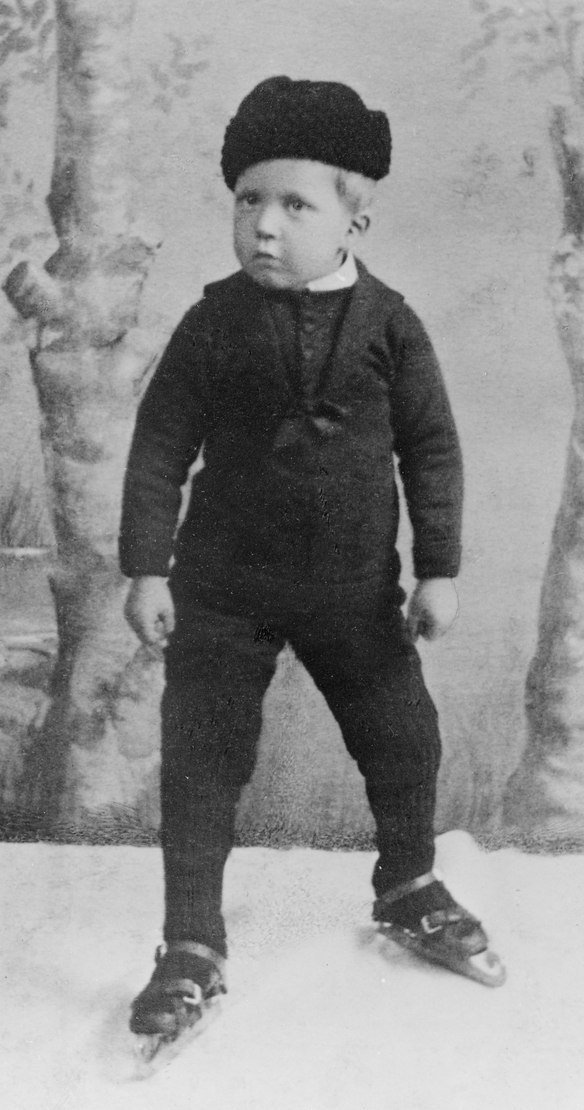
1860-е годы

### Карьера конькобежца и фигуриста

#### Соревнования в Вене и изобретение прыжка
Аксель Паульсен известен изобретением прыжка, названного в его честь. Он исполнял этот прыжок (в то время исполняемый в полтора оборота) не на фигурных, а на конькобежных коньках. Прыжок аксель впервые был исполнен в 1882 году на соревнованях в Вене в качестве специальной фигуры. Тем не менее, Паульсен не одержал победу, уступив австрийцам Леопольду Фрею и Эдуарду Энгельману, но получил отдельный приз за исполнение нового прыжка. Аксель также победил в конькобежной гонке на этих соревнованиях.
Сейчас этот прыжок выполняется после мощного разбега с переходом при подготовке к толчку к скольжению назад-наружу. В «закрутке» участвуют только торможение и мах, что обусловливает сложность прыжка — попытка докрутить прыжок с помощью вращения туловищем считается ошибкой.

#### Дальнейшая карьера
В 1883 и 1884 годах Аксель Паульсен также участвовал в этих соревнованиях, которые проходили в Соединённых Штатах, и выиграл их, получив титул «любительского чемпиона по фигурному катанию». 8 февраля 1883 года была проведена гонка на открытом катке в парке Вашингтона (Бруклин, Нью-Йорк). Паулсен победил 17 фигуристов из Норвегии, Канады, Англии и США, и установил следующие рекорды в гонках:
- 1 миля: 3.34,6
- 5 миль: 19.10,0
- 10 миль: 39.7,6

В 1885 году Паульсен победил на соревнованиях в Гамбурге как в конькобежном спорте, так и в фигурном катании.
После этой победы, Аксель участвовал в гонке в Фронгеркиллене, где встретился с известным голландским конькобежцем Ренке ван дер Зее (нидерл. Renke van der Zee). За этим турниром наблюдали от 20 до 30 тысяч зрителей, в результате чего сформировался приз победителю в размере 1800 норвежских крон. Забеги проводились на стадионе с кругом в 1400 метров, а длина дистанции составляла 3 британские (статутные) мили (≈4827 метров), таким образом, конькобежцы должны были пробежать 3,5 круга. Паульсен и ван дер Зее участвовали в первом забеге, и хотя соперник Акселя сильно начал гонку, сил на окончание ему не хватило, и норвежец победил с преимуществом более минуты (их результаты составили 11.08,5 и 12.13,5).
Паульсен имел титул чемпиона мира по конькобежному спорту с 1882 по 1890 год, уступив его 1 февраля 1890 года Хью Дж. Маккормику на соревновании из трёх гонок в Миннеаполисе (штат Миннесота).

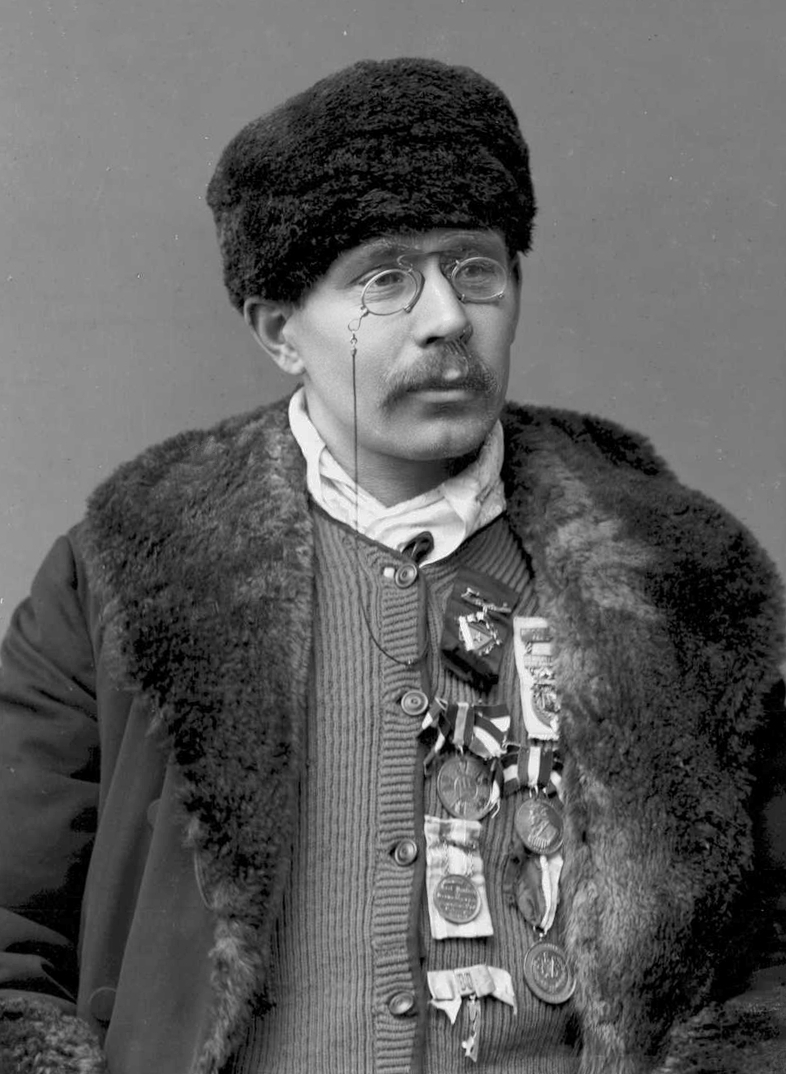
Паульсен в 1895 году

#### Мировые рекорды
Аксель Паульсен установил следующие мировые рекорды:
- 1885: 1 миля 3.26,4
- 1885: 10 миль 39.07,4
- 1886: 1 миля 3.05,4
- 1886: 3 мили 10.33,0
- 1889: 20 миль 1.09.15,0

Хотя подробных данных о дальнейшей карьере Паульсена в качестве конькобежца и фигуриста после гонки с ван дер Зее нет, информация об установленных мировых рекордах сохранилась и свидетельствует о том, что норвежец продолжал кататься и после победы над голландцем.

### После окончания спортивной карьеры
В 1910 году в честь 25-летия победы над ван дер Зее, Аксель Паульсен был включён в зал славы местного клуба в Осло. Сам Аксель всё это время пристально следил за конькобежными видами спорта, при этом его сын, Гарри Паульсен, становился чемпионом Норвегии по фигурному катанию пять раз подряд с 1907 по 1911 годы.
Помимо изобретения прыжка в фигурном катании, Акселю Паульсену часто приписывают создание стиля «быстрого бега», когда конькобежец преодолевает дистанцию с руками за спиной длинными шагами. Помимо этого, Паульсен занимался созданием первых современных беговых коньков.
Аксель Паульсен вместе с братом Эдвином стал управлять кофейней отца после его смерти в 1932 году.
Умер 9 февраля 1938 в Несоддене. Похоронен на Западном кладбище Осло.

## Личная жизнь
Аксель Паульсен был дважды женат. Первой супругой норвежца была валлийка Кэтрин Уильямс, на которой он женился в 1885 году. Пара развелась в 1890. Второй женой Паульсена стала Анна Элиза Николайсен (1865—1935).
Сын Паульсена Гарри стал фигуристом, выиграв чемпионат Норвегии пять раз подряд с 1907 по 1911 годы.